# 汉内斯·沃尔夫 (足球教练)
汉内斯·沃尔夫（德語：Hannes Wolf，1981年4月15日—）是一位德国前足球运动员及现任足球教练，曾執教汉堡。

## 球员生涯
出生于波鸿的沃尔夫在青年时期主要作为前锋活跃多特蒙德地区，他最初是为艾希灵霍芬（TuS Eichlinghofen）效力，在U19年龄段的最后一季则从红白巴罗普（Rot-Weiß Barop）转会至了和睦多特蒙德。随后，他加盟了协会联赛俱乐部伊瑟隆。在通过克劳斯·奥根塔勒的一项试训后，沃尔夫与纽伦堡签订了业余合同，开始代表该俱乐部的二队作赛。然而，在进一步发展的过程中，他患上了傳染性單核白血球增多症，并因这种病毒感染而引发了肌肉问题。2004年，他又成为黑白埃森的一员，但为其仅四个月。在2006－2009年期间，沃尔夫还获得了德国大学生国家队的征召，并参加了对阵厄瓜多尔国家队的比赛。

## 执教生涯
在沃尔夫于2005年在波鴻魯爾大學完成为期四年的体育专业学习后，和睦埃尔格斯特（Eintracht Ergste）成为了他执教生涯的第一站。作为球員兼領隊，他自2006年起率领ASC09多特蒙德曾两度从行政区联赛成功升入威斯特法伦联赛。
2009年，沃尔夫被任命为多特蒙德二队的助理教练，并于一年后开始担当多特蒙德U19梯队的主教练。在2011年2月，他又接任俱乐部二队的主教练参加地区联赛，直至2010-11赛季结束。在全部15场地区联赛中，他共取得了6胜5平4负的成绩。在2013-14赛季和2014-15赛季，沃尔夫率领多特蒙德U17梯队夺得U-17德甲联赛冠军。至2015-16赛季，再度执教U19梯队的沃尔夫又率队夺得德国19岁以下足球锦标赛冠军。
2016年9月21日，沃尔夫成为了斯图加特主教练，后者在前一赛季刚降入德乙，并且原继任主教练约斯·吕许凯亦宣告辞职。在自己的首个职业赛季结束时，他率领斯图加特赢得了德乙联赛冠军，并使俱乐部直接重返德甲。2017年7月24日，沃尔夫与斯图加特的合同获续签至2019年6月。

### 执教数据
最後更新：2017年4月20日
| 俱乐部       | 自            | 至            | 成绩 | 成绩 | 成绩 | 成绩 | 成绩 | 成绩 | 成绩 | 成绩  | 成绩   |
| 俱乐部       | 自            | 至            | 场   | 胜   | 平   | 负   | 入   | 失   | 差   | 胜%   | 注     |
| ------------ | ------------- | ------------- | ---- | ---- | ---- | ---- | ---- | ---- | ---- | ----- | ------ |
| 多特蒙德二队 | 2011年2月24日 | 2011年6月30日 | 15   | 6    | 5    | 4    | 25   | 21   | +4   | 40.00 | [ 7 ]  |
| 斯图加特     | 2016年9月20日 | 当前          | 24   | 13   | 6    | 5    | 42   | 28   | +14  | 54.17 | [ 11 ] |
| 总计         | 总计          | 总计          | 39   | 19   | 11   | 9    | 67   | 49   | +18  | 48.72 | —      |